# Magnetosfera

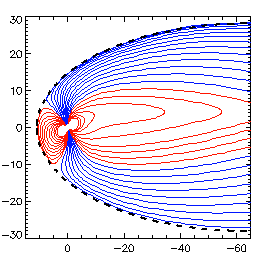
Magnetosfera

Magnetosfera pode ser considerada como uma região envoltória, constituindo a parte exterior da atmosfera de um astro, em que o campo magnético controla os processos eletrodinâmicos da atmosfera ionizada e de plasmas. O plasma se distingue da atmosfera ionizada por apresentar não apenas ionização, mas algumas propriedades a mais, como comportamento coletivo dos constituintes quando submetidos a perturbações e uma neutralidade elétrica em uma escala macroscópica. Essa região surge da incidência da radiação de uma estrela sobre a atmosfera de um astro permeada por um campo magnético.
De uma forma resumida, nessa região, três elementos principais devem ser considerados para o entendimento dos fenômenos, dos seus comportamentos e da importância deles: a existência de campos elétricos, de correntes elétricas e de campos magnéticos resultantes.
A eletrodinâmica da magnetosfera afecta não somente o ambiente espacial em torno de um astro como também a sua atmosfera mais baixa e a própria superfície. Por exemplo, tempestades magnéticas podem produzir interrupções nos serviços de telecomunicações utilizados pelos seres humanos no cotidiano. Portanto, estudos sobre o Sol, o meio interplanetário e o ambiente terrestre são actualmente de importância estratégica para o desenvolvimento e a segurança de uma civilização cada vez mais tecnologicamente dependente.
A magnetosfera e seu entorno podem ser segmentados em regiões com características físicas próprias. Antes dela, em direção ao Sol, devido a incidência do plasma solar que tem uma grande velocidade, há uma frente de choque, região que se traduz por uma descontinuidade nos parâmetros físicos do meio, e uma bainha magnética, em que o plasma e o campo magnético do vento solar tem seus valores significativamente alterados. Têm-se então (a) a magnetopausa, que é a região fronteira externa da magnetosfera, sustentando correntes elétricas para assegurar a descontinuidade entre o meio físico solar e o meio físico terrestre; (b) a magnetosfera externa, constituída de plasmas solar e terrestre, com a parte frontal em direção ao Sol, e a cauda magnetosférica, um prolongamento da atmosfera magnetizada em direção oposta ao Sol; e (c) a magnetosfera interna, em que as linhas de campo magnético estão necessariamente fechadas e fixadas na superfície do astro. Ainda interior a essa região, em direção a superfície, existem a plasmasfera, região em que o plasma terrestre mais denso co-rotaciona com o planeta, e a Ionosfera, região fortemente ionizada. Abaixo dessa região, por fim, há a região mais densa formada por uma atmosfera neutra, a que a Ionosfera se vincula, em que os processos meteorológicos determinam o comportamento.
As magnetosferas dos planetas são responsáveis pela ocorrência das auroras polares, na Terra conhecidas por auroras boreais e auroras austrais.
Durante muito tempo, a magnetosfera terrestre foi conhecida por Cinturão de Van Allen, por ter sido o cientista norte-americano James Alfred Van Allen (1914-2006) o responsável por sua descoberta. Em 1958, Van allen suspeitou de que havia algo errado com o fato dos instrumentos a bordo de satélites enviados ao espaço registrarem, quando atingiam algumas centenas de quilômetros de altitude, zero partículas carregadas. Para ele a realidade seria outra: as partículas nas altas camadas estariam tão carregadas que impediriam o correto funcionamento dos sensores. Assim, por sugestão sua, o satélite Explorer IV (Estados Unidos) foi equipado com contadores revestidos por uma fina camada de chumbo e em julho de 1958 foi finalmente medida a correta radiação, que era até superior à que os cientistas esperavam. Esta foi a primeira grande descoberta importante, totalmente inesperada, resultante do lançamento dos satélites artificiais.

## Referência
- Isaac Asimov - Cronologia das Ciências e das Descobertas, 1989